# Seznam prvních dam Izraele
Toto je chronologický seznam prvních dam Izraele.
První dáma představuje neoficiální označení pro manželku prezidenta republiky, která plní reprezentativní, charitativní a jiné povinnosti. Úlohu a postavení manželky izraelského prezidenta neupravuje Základní zákon: Prezident, ani jiná právní úprava.

## Seznam
| #   | fotografie                          | jméno                        | období                              |
| --- | ----------------------------------- | ---------------------------- | ----------------------------------- |
| 1.  | Věra Weizmannová                    | Věra Weizmannová             | 1. února 1949 – 9. listopadu 1952   |
| 2.  | Obrázek této osoby není k dispozici | Rachel Jana'it Ben Cvi       | 16. prosince 1952 – 23. dubna 1963  |
| 3.  | Rachel Kacnelsonová-Šazarová        | Rachel Kacnelsonová-Šazarová | 21. května 1963 – 24. května 1973   |
| 4.  | Obrázek této osoby není k dispozici | Nina Kacirová                | 24. května 1973 – 19. dubna 1978    |
| 5.  | Ofira Navonová                      | Ofira Navonová               | 19. dubna 1978 – 5. května 1983     |
| 6.  | Obrázek této osoby není k dispozici | Aura Herzogová               | 5. května 1983 – 13. května 1993    |
| 7.  | Obrázek této osoby není k dispozici | Reuma Weizmanová             | 13. května 1993 – 13. července 2000 |
| 8.  | Obrázek této osoby není k dispozici | Gila Kacavová                | 1. srpna 2000 – 1. červenec 2007    |
| 9.  | Obrázek této osoby není k dispozici | Sonja Peresová               | 15. července 2007 – 21. ledna 2011  |
| 10. | Nechama Rivlinová                   | Nechama Rivlinová            | 24. července 2014 – 4. června 2019  |
| 11. | Michal Herzogová                    | Michal Herzogová             | od 7. července 2021                 |